# Stephan Klasen
Stephan Johannes Klasen (* 18. Juni 1966 in Trier; † 27. Oktober 2020 in Göttingen) war ein deutscher Entwicklungsökonom und Professor für Volkswirtschaftslehre an der Georg-August-Universität in Göttingen. Zudem war er Direktor des Ibero-America Institute for Economic Research und Gründer des Courant Forschungszentrums „Armut, Ungleichheit, und Wachstum in Entwicklungs- und Transformationsländern“. Er war Mitglied des UN-Ausschusses für Entwicklungspolitik, Präsident des European Development Research Networks und Mitglied im Weltklimarat für den 5. Sachstandsbericht. Klasen stand im Ranking des Handelsblattes zu den forschungsstärksten Ökonomen im deutschsprachigen Raum auf Rang 43 (Stand 2019).

## Werdegang
Klasen wurde in Trier geboren und besuchte dort zunächst das Humboldt-Gymnasium (damals Hindenburg-Gymnasium) in Trier. Von 1983 bis 1985 besuchte er das Armand Hammer United World College in New Mexico, an welchem er das International Baccalaureate absolvierte. Anschließend leistete er seinen Zivildienst in der Schwerstbehindertenbetreuung.
Seinen Bachelor in Volkswirtschaftslehre erwarb Stephan Klasen am Harvard College von 1987 bis 1991. Von 1991 bis 1994 absolvierte er seinen Ph.D. in Volkswirtschaftslehre an der Harvard University bei dem Nobelpreisträger Amartya Sen mit dem Thema einer ökonomischen Analyse von Geschlechterungleichheit bei haushaltsinterner Ressourcenverteilung im Europa des 18. und 19. Jahrhunderts und in heutigen Entwicklungsländern.
Zudem war Stephan Klasen von 1983 bis 1985 und von 1987 bis 1991 Stipendiat der deutschen Studienstiftung.
Nach Abschluss seiner Dissertation begann Stephan Klasen 1994 als Ökonom bei der Weltbank in Washington, D.C zu arbeiten. 1995 zog er nach Johannesburg, um seine Arbeit als Berater der südafrikanischen Regierung und als Supervisor des Lesotho Highlands Water Project zu beginnen. Von 1996 bis 1998 arbeitete er als wissenschaftlicher Mitarbeiter und stellvertretender Direktor im Zentrum für Geschichte und Wirtschaft an der Cambridge University. Von 1998 bis 2003 arbeitete er an der Universität München als Professor für Volkswirtschaftslehre. Seit 2003 arbeitet er an der Universität Göttingen als Professor für Volkswirtschaftslehre. Dort war Klasen zusätzlich von 2007 bis 2008 Dekan der wirtschaftswissenschaftlichen Fakultät.
Neben diesen Tätigkeiten war Stephan Klasen für verschiedene Organisationen meist in beratender Rolle tätig, so zum Beispiel bei der Weltbank, dem DFID, dem UNDP, dem IPCC, dem BAMZ, der OECD, der UNESCO, der KfW und der FAO.
2016 erhielt er den Spezialpreis des Stiftungsrates der Universität Göttingen für den Aufbau der Entwicklungsökonomie in Göttingen.
Klasen wurde 2018 die Ehrendoktorwürde durch die Universität Jaume I verliehen.
Er erkrankte 2015 an amyothropher Lateralsklerose (ALS), wodurch er frühzeitig aus dem Dienst ausschied. Im Rahmen seiner Abschiedsvorlesung wurde sein Verdienst um den Aufbau der Entwicklungsökonomie in Göttingen gewürdigt. Die Universität Göttingen richtete ihm zu Ehren das Stipendium „Stephan Klasen Fellowship“ ein, mit dem zwei Postdocs aus Ländern mit niedrigen oder mittleren Einkommen ein Jahr in Göttingen studieren können. Klasen verstarb am 27. Oktober 2020.
Stephan Klasen war verheiratet und hatte vier Kinder.

## Publikationen (Auswahl)
- Poverty Measurement. Edited Volume. Cheltenham, Edward Elgar (2018).
- Vulnerability to Poverty: Theory, Measurement and Determinants, with case studies from Thailand and Vietnam. Edited with Hermann Waibel, London: Palgrave (2013)
- Absolute Poverty and Global Justice. Edited with Mack, E., M. Schramm, and T. Pogge. London: Ashgate (2009).
- Poverty, Inequality and Policy in Latin America. With Felicitas Nowak-Lehmann. Part of CESifo Conference Series. Cambridge MA:MIT Press (2009).
- Poverty, Inequality and Migration in Latin America. With Felicitas Nowak-Lehmann. Hamburg: Peter Lang Verlag (2008).
- Determinants of Pro-Poor Growth: Analytical Issues and Findings from Country Cases. With Andy McKay and Michael Grimm. London: Palgrave (2007).
- Amartya Sen: Perspectives on the Economic and Human Development of India and China. Edited with Isabel Günther. Göttingen: Universitätsverlag (2006).
- Perspectives on Endangerment. With Graham Huggan. Hannover: Ohlms-Verlag (2005).
- Common Security and Civil Society in Africa. With L. Wohlgemuth, S. Gibson and E. Rothschild. Uppsala:NAI (1999)